# Danh sách đĩa đơn quán quân Hot 100 năm 2009 (Mỹ)

Ca khúc "Just Dance" hợp tác với Colby O'Donis và "Poker Face" của Lady Gaga đưa cô ấy trở thành ca sĩ đầu tiên trong vòng 9 năm (bên cạnh Christina Aguilera) có 2 đĩa đơn đầu bảng liên tiếp.

Billboard Hot 100, công bố hàng tuần bởi tạp chí Billboard, là bảng xếp hạng các đĩa đơn thành công nhất tại thị trường âm nhạc Hoa Kỳ. Các số liệu cho việc xếp hạng được Nielsen SoundScan tổng hợp chung dựa trên doanh số đĩa thường và nhạc số và tần suất phát trên sóng phát thanh. Có tổng cộng 12 đĩa đơn đạt vị trí quán quân năm 2009, dù có 13 đĩa đơn đứng ở vị trí dẫn đầu bởi vì "Single Ladies (Put a Ring on It)" của Beyoncé đã đạt vị trí số 1 từ năm 2008, nên không tính.
Trong năm 2009, sáu người đã giành được những đĩa đơn quán quân đầu tiên của họ ở Mỹ, trong đó có cả hát riêng và hát hợp tác: Lady Gaga, Colby O'Donis Black Eyed Peas, Jay Sean, Jason Derülo, và Owl City. Jay-Z có được đĩa đơn quán quân đầu tiên cho mình khi hát chính (với Alicia Keys) trong bài hát "Empire State of Mind", trước đó anh đã giành 3 đĩa đơn quán quân nhưng hát ở vị trí khách mời hợp tác. Lady Gaga và Black Eyed Peas, họ đều có 2 đĩa đơn quán quân trong năm này.
Black Eyed Peas đã phá vỡ kỷ lục nghệ sĩ đứng đầu bảng liên tiếp lâu nhất (26 tuần liên tiếp đầu bảng) với 2 đĩa đơn: "I Gotta Feeling" – đĩa đơn dẫn đầu dài nhất năm 2009, đồng thời là dẫn đầu dài nhất thập kỉ 2000 cùng "We Belong Together" của Mariah Carey năm 2005; và đĩa đơn quán quân đầu tiên của họ, "Boom Boom Pow" – đứng đầu bảng trong 12 tuần.
Những điểm đáng chú ý trong bảng xếp hạng Billboard Hot 100 năm 2009 bao gồm đĩa đơn "My Life Would Suck Without You" của Kelly Clarkson, phá kỷ lục bước nhảy lên đầu bảng cao nhất (từ vị trí số 97 lên vị trí số 1). Ca khúc "3" của Britney Spears trở thành đĩa đơn quán quân duy nhất ra mắt tại vị trí số một trong tuần đầu tiên nhưng không phải của một quán quân American Idol trong thập kỷ 2000.

## Diễn biến bảng xếp hạng

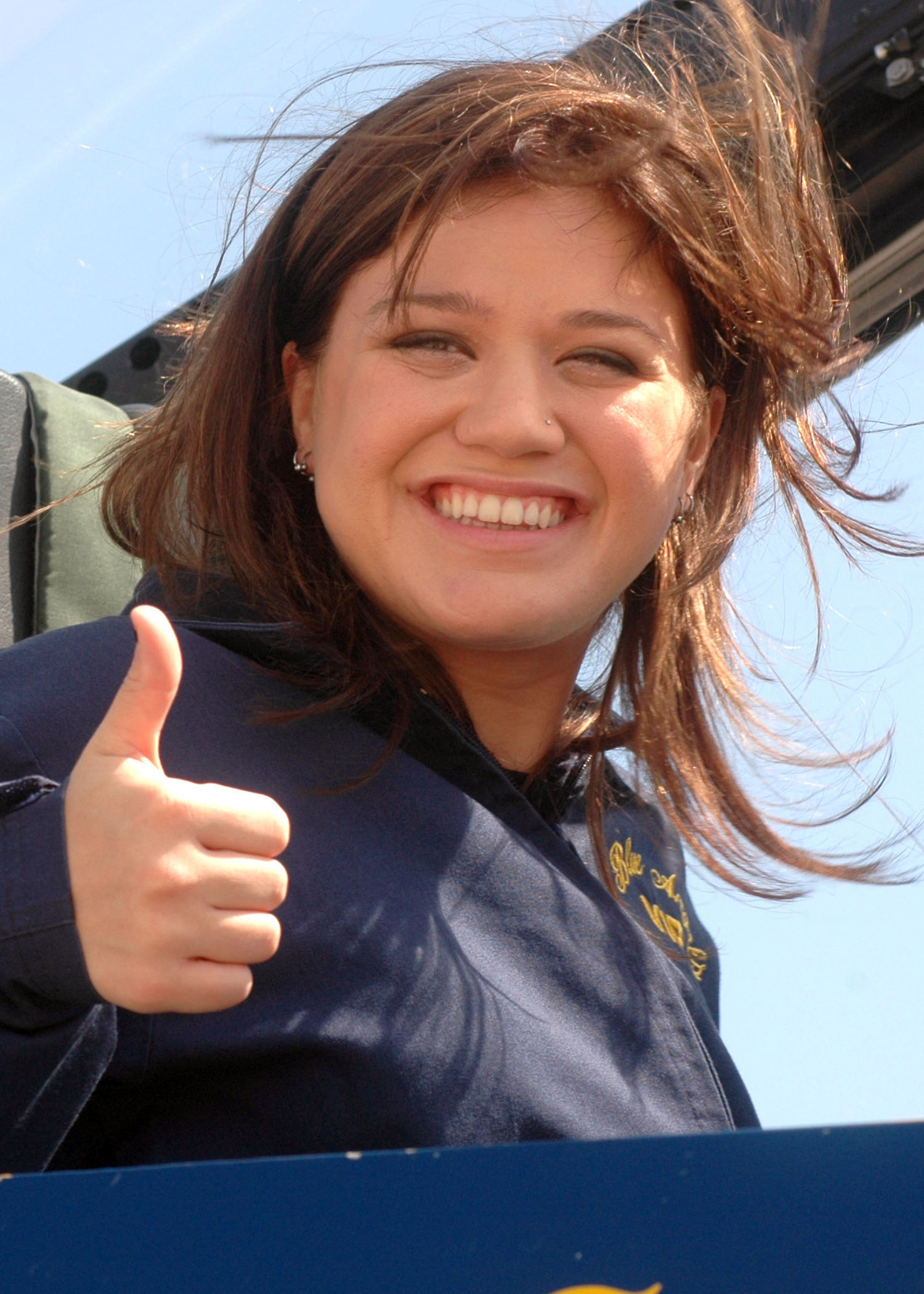
"My Life Would Suck Without You" của Kelly Clarkson nhảy từ vị trí số 97 trên bảng xếp hạng lên vị trí số 1, là bước nhảy cao nhất trong lịch sử bảng xếp hạng Hot 100.

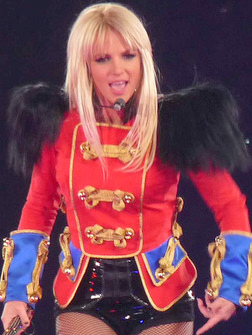
"3" của Britney Spears trở thành ca khúc đầu tiên trong 3 năm ra mắt tại vị trí số 1 và là bài hát duy nhất ra mắt tại vị trí số 1 mà không phải của một 'American Idol' trong thập kỷ 2000.

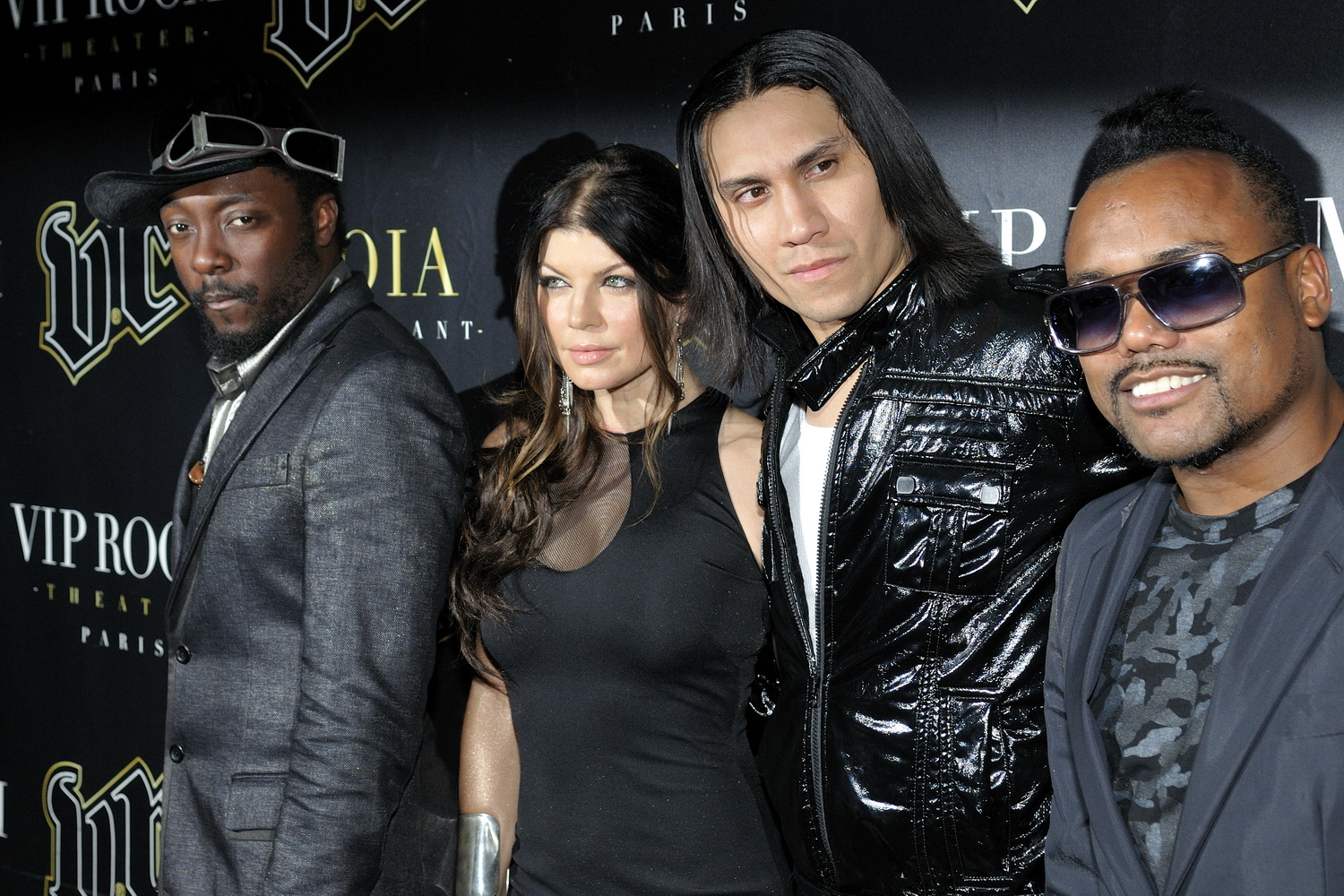
Black Eyed Peas chiếm giữ vị trí đầu bảng trong 26 tuần liên tiếp cho 2 đĩa đơn của họ là "Boom Boom Pow" và "I Gotta Feeling."

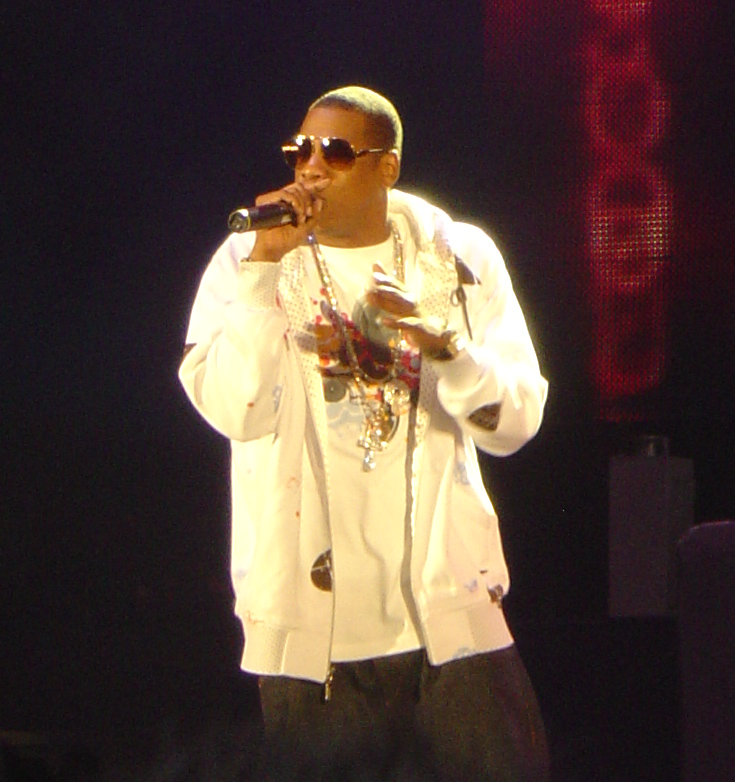
Rapper Jay-Z với ca khúc "Empire State of Mind" hợp tác cùng Alicia Keys đánh dấu đĩa đơn quán quân đầu tiên của anh với vai trò hát chính.

Dưới đây là danh sách các đĩa đơn đã đạt vị trí quán quân trên Bilboard Hot 100 hàng tuần trong năm 2009.
| Ngày phát hành | Ca khúc                            | Nghệ sĩ                             | Chú thích     |
| -------------- | ---------------------------------- | ----------------------------------- | ------------- |
| 3 tháng 1      | "Single Ladies (Put a Ring on It)" | Beyoncé                             | [ 12 ]        |
| 10 tháng 1     | "Single Ladies (Put a Ring on It)" | Beyoncé                             | [ 13 ]        |
| 17 tháng 1     | "Just Dance"                       | Lady Gaga hợp tác với Colby O'Donis | [ 1 ]         |
| 24 tháng 1     | "Just Dance"                       | Lady Gaga hợp tác với Colby O'Donis | [ 14 ]        |
| 31 tháng 1     | "Just Dance"                       | Lady Gaga hợp tác với Colby O'Donis | [ 15 ]        |
| 7 tháng 2      | "My Life Would Suck Without You"   | Kelly Clarkson                      | [ 16 ]        |
| 14 tháng 2     | "My Life Would Suck Without You"   | Kelly Clarkson                      | [ 17 ]        |
| 21 tháng 2     | "Crack a Bottle"                   | Eminem, Dr. Dre và 50 Cent          | [ 18 ]        |
| 28 tháng 2     | "Right Round"                      | Flo Rida                            | [ 19 ]        |
| 7 tháng 3      | "Right Round"                      | Flo Rida                            | [ 20 ]        |
| 14 tháng 3     | "Right Round"                      | Flo Rida                            | [ 21 ]        |
| 21 tháng 3     | "Right Round"                      | Flo Rida                            | [ 22 ]        |
| 28 tháng 3     | "Right Round"                      | Flo Rida                            | [ 23 ]        |
| 4 tháng 4      | "Right Round"                      | Flo Rida                            | [ 24 ]        |
| 11 tháng 4     | "Poker Face"                       | Lady Gaga                           | [ 25 ] [ 26 ] |
| 18 tháng 4     | "Boom Boom Pow"                    | Black Eyed Peas                     | [ 27 ] [ 28 ] |
| 25 tháng 4     | "Boom Boom Pow"                    | Black Eyed Peas                     | [ 29 ]        |
| 2 tháng 5      | "Boom Boom Pow"                    | Black Eyed Peas                     | [ 30 ]        |
| 9 tháng 5      | "Boom Boom Pow"                    | Black Eyed Peas                     | [ 31 ]        |
| 16 tháng 5     | "Boom Boom Pow"                    | Black Eyed Peas                     | [ 32 ]        |
| 23 tháng 5     | "Boom Boom Pow"                    | Black Eyed Peas                     | [ 33 ]        |
| 30 tháng 5     | "Boom Boom Pow"                    | Black Eyed Peas                     | [ 34 ]        |
| 6 tháng 6      | "Boom Boom Pow"                    | Black Eyed Peas                     | [ 35 ]        |
| 13 tháng 6     | "Boom Boom Pow"                    | Black Eyed Peas                     | [ 36 ]        |
| 20 tháng 6     | "Boom Boom Pow"                    | Black Eyed Peas                     | [ 37 ]        |
| 27 tháng 6     | "Boom Boom Pow"                    | Black Eyed Peas                     | [ 38 ]        |
| 4 tháng 7      | "Boom Boom Pow"                    | Black Eyed Peas                     | [ 39 ]        |
| 11 tháng 7     | "I Gotta Feeling"                  | Black Eyed Peas                     | [ 40 ]        |
| 18 tháng 7     | "I Gotta Feeling"                  | Black Eyed Peas                     | [ 41 ]        |
| 25 tháng 7     | "I Gotta Feeling"                  | Black Eyed Peas                     | [ 42 ]        |
| 1 tháng 8      | "I Gotta Feeling"                  | Black Eyed Peas                     | [ 43 ]        |
| 8 tháng 8      | "I Gotta Feeling"                  | Black Eyed Peas                     | [ 44 ]        |
| 15 tháng 8     | "I Gotta Feeling"                  | Black Eyed Peas                     | [ 45 ]        |
| 22 tháng 8     | "I Gotta Feeling"                  | Black Eyed Peas                     | [ 46 ]        |
| 29 tháng 8     | "I Gotta Feeling"                  | Black Eyed Peas                     | [ 47 ]        |
| 5 tháng 9      | "I Gotta Feeling"                  | Black Eyed Peas                     | [ 48 ]        |
| 12 tháng 9     | "I Gotta Feeling"                  | Black Eyed Peas                     | [ 49 ]        |
| 19 tháng 9     | "I Gotta Feeling"                  | Black Eyed Peas                     | [ 50 ]        |
| 26 tháng 9     | "I Gotta Feeling"                  | Black Eyed Peas                     | [ 51 ]        |
| 3 tháng 10     | "I Gotta Feeling"                  | Black Eyed Peas                     | [ 52 ]        |
| 10 tháng 10    | "I Gotta Feeling"                  | Black Eyed Peas                     | [ 53 ]        |
| 17 tháng 10    | "Down"                             | Jay Sean hợp tác với Lil Wayne      | [ 54 ]        |
| 24 tháng 10    | "3"                                | Britney Spears                      | [ 55 ]        |
| 31 tháng 10    | "Down"                             | Jay Sean hợp tác với Lil Wayne      | [ 56 ]        |
| 7 tháng 11     | "Fireflies"                        | Owl City                            | [ 57 ]        |
| 14 tháng 11    | "Whatcha Say"                      | Jason Derülo                        | [ 58 ]        |
| 21 tháng 11    | "Fireflies"                        | Owl City                            | [ 59 ]        |
| 28 tháng 11    | "Empire State of Mind"             | Jay-Z và Alicia Keys                | [ 7 ]         |
| 5 tháng 12     | "Empire State of Mind"             | Jay-Z và Alicia Keys                | [ 60 ]        |
| 12 tháng 12    | "Empire State of Mind"             | Jay-Z và Alicia Keys                | [ 61 ]        |
| 19 tháng 12    | "Empire State of Mind"             | Jay-Z và Alicia Keys                | [ 62 ]        |
| 26 tháng 12    | "Empire State of Mind"             | Jay-Z và Alicia Keys                | [ 63 ]        |